# D-STAR

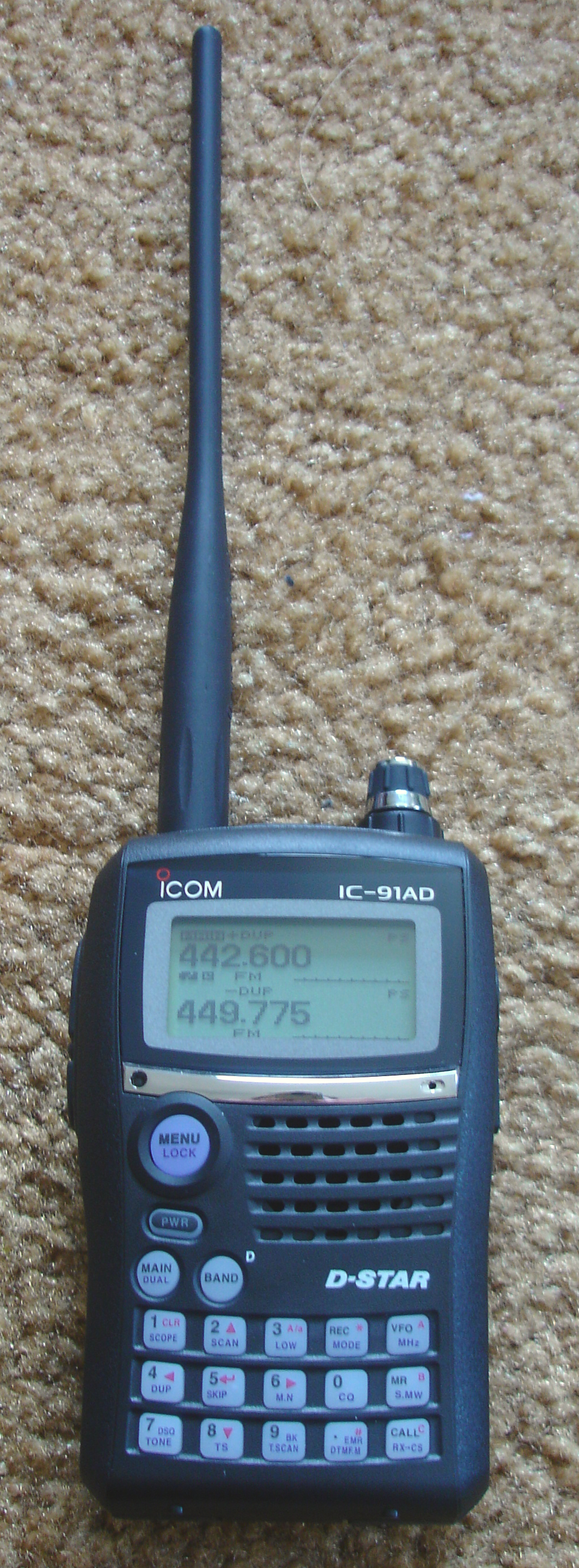
Een draagbare ICOM IC-91AD-zenderontvanger met de D-STAR UT-121

D-STAR (Digital Smart Technologies for Amateur Radio) is een open standaard voor het overdragen van digitale informatie (data en spraak) via smalbandige radioverbindingen. Deze standaard wordt door radiozendamateurs toegepast en is in 2001 ontwikkeld. De standaard is gebaseerd op langdurig onderzoek van de Japanse regering en de Japanse vereniging van radiozendamateurs (JARL).

## Techniek
D-STAR gebruikt een open standaard (in de zin van "vrij van rechten") en protocol en kan derhalve in principe door iedereen toegepast en geïmplementeerd worden. Vanwege deze open standaard is D-STAR in het bijzonder voor het radiozendamateurisme geschikt. Op dit moment is de voor D-STAR benodigde apparatuur toegepast door ICOM. Andere leveranciers zullen in de toekomst mogelijk volgen.
Spraakinformatie wordt met de AMBE spraakcodec met een snelheid van 3600 bps verzonden. Deze codec is niet "vrij" maar gepatenteerd. Daarbij wordt gebruikgemaakt van 1200 bps FEC. Meestal worden de volgende amateurfrequentiebanden gebruikt voor toepassing van D-STAR: 144 MHz (2 m VHF), 433 MHz (70 cm UHF) en 1.2 GHz (23 cm UHF). Het versturen van data is ook mogelijk. Op 2 meter en 70 cm gebeurt dit met snelheden tot 4800 bps, maar op 23 cm komen snelheden tot 128 kbps voor. Radiozenders worden dan met behulp van RS-232 of USB-aansluitingen aan PC's gekoppeld voor low-speed dataverkeer (4800 bps). High-speed dataverkeer verloopt via een ethernetaansluiting (128 kbps). Het is ook mogelijk om gelijktijdig spraak- en dataverkeer plaats te laten vinden.

## Reflectoren
Behalve het rechtstreeks tussen twee zend-ontvangers met elkaar te communiceren is D-star uitermate geschikt om ook via een d-star repeater of een D-star hotspot te communiceren. Een Repeater is een zend-ontvanger welke onbemand het ontvangen radiosignaal op een andere frequentie her-uitzendt. Een hotspot is een D-STAR-zend-ontvang-inrichting welke het signaal ontvangt of opnieuw uitzendt. Meestal worden hotspots door een individu thuis gebruikt om het bereik in en om het huis te verbeteren. Een D-STAR-repeater wordt voor een verzorgingsgebied van vele vierkante kilometers ingezet. Beide systemen kunnen via het internet met een server verbonden zijn. Deze server beschikt over verschillende virtuele kanalen waarop een D-STAR-repeater of -hotspot gekoppeld is. Data-stromen welke op hetzelfde virtuele kanaal aangesloten zijn zullen de datastroom opnieuw uitzenden. Op die manier kan een gebruiker met een portofoon via een virtueel kanaal met een gebruiker aan de andere kant van de wereld communiceren. Een virtueel kanaal wordt door de gebruikers een reflector genoemd. In Nederland wordt veel gebruikgemaakt van de DCS-reflector. De Nederlandse reflector (DCS007) heeft een onderverdeling van 26 virtuele kanalen.

## Routering
Een andere krachtige toepassing van D-STAR is de mogelijkheid om gesprekken te routeren. In de amateurradiowereld heeft elke deelnemer zijn unieke roepnaam. Met die roepnaam roept men in simplexverkeer gewoon de gesprekspartner op. Dit is in D-STAR in simplexmodus niet anders. Het is voor simplexmodus niet nodig om de roepnaam in de set te programmeren maar het is beter dit wel te doen, zodat het tegenstation deze roepnaam ook in zijn display ziet. Men kan via een externe database een tegenstation oproepen, waar hij zich ter wereld bevindt. Het D-STAR-netwerk zorgt voor de routering van de data tussen beide stations. 